# Croix du Mont
La croix du Mont est une croix du XVIIe siècle située sur la commune de Villers-la-Combe dans le département français du Doubs.

## Localisation
La croix est située en périphérie du village, sur la route menant à Germéfontaine.

## Histoire

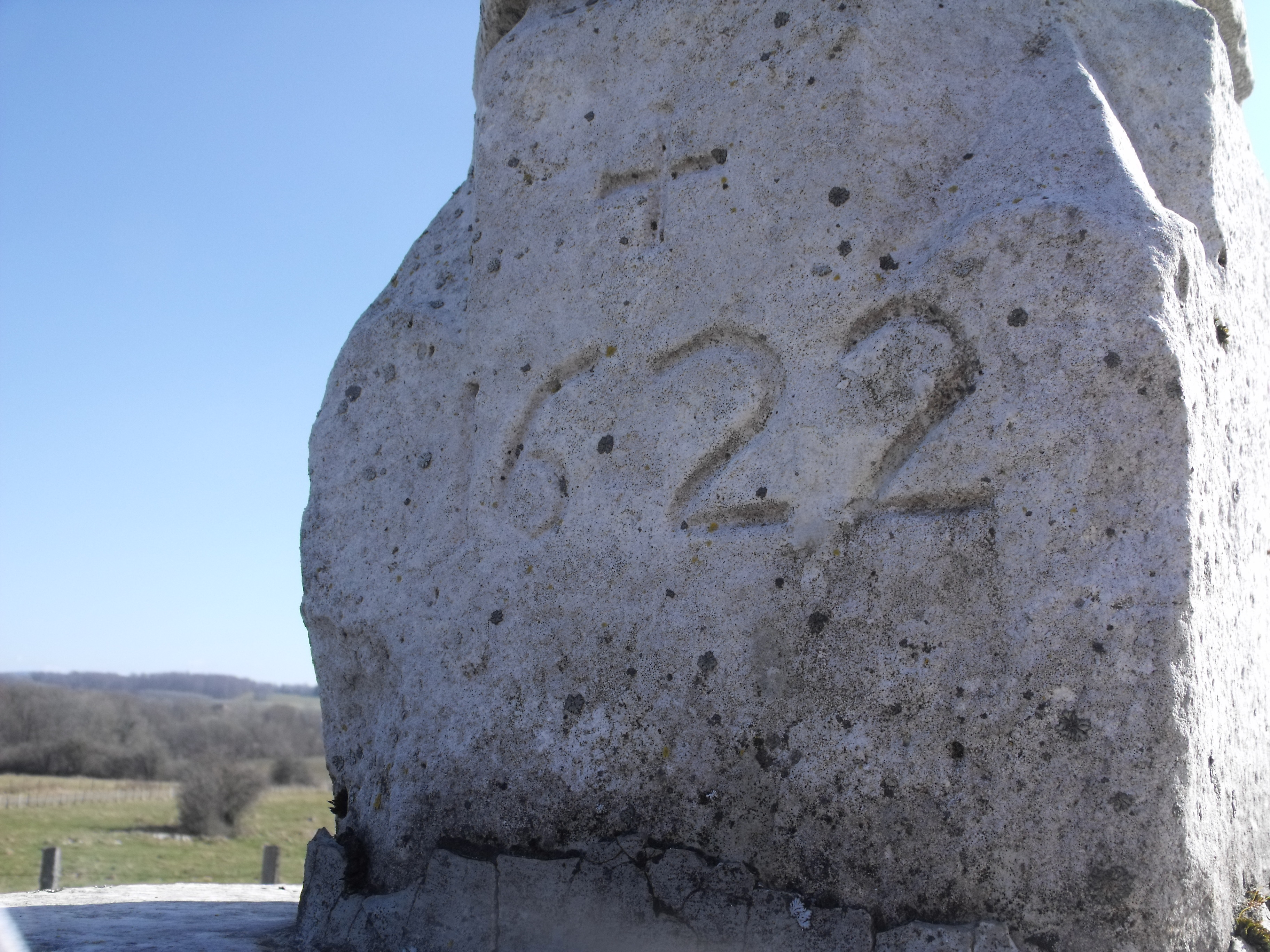
Détail de la date

La croix date de 1622. Elle est inscrite aux monuments historiques depuis le 7 juillet 1989.
Tous les 15 août, la croix est l'objet de rogations, c'est-à-dire de prières d'intercessions ayant lieu lors de processions.